# Camponotus spenceri
Camponotus spenceri é uma espécie de inseto do gênero Camponotus, pertencente à família Formicidae.